# ۸ تا از هر ۱۰ گربه شمارش معکوس را اجرا می‌کنند
۸ تا از هر ۱۰ گربه شمارش معکوس را اجرا می‌کنند (انگلیسی: 8 Out of 10 Cats Does Countdown) یک نمایش کمدی بریتانیایی است که از شبکه ۴ (بریتانیا) پخش می‌شود. این نمایش تلفیقی از بازی شمارش معکوس و نمایش ۸ تا از هر ۱۰ گربه است. جیمی کار مجری‌گری هر دو نمایش ۸ تا از هر ۱۰ گربه و ۸ تا از هر ۱۰ گربه شمارش معکوس را اجرا می‌کنند را برعهده دارد. ریچل رایلی و سوزی دنت همان نقشی را که در شمارش معکوس به عهده دارند در این نمایش نیز ارائه می‌کنند. جان ریچاردسون و شان لاک (تا زمان مرگش در سال ۲۰۲۱ میلادی) کاپیتان‌های دو تیم شرکت‌کننده بودند.

## تاریخچه
شبکه ۴ در ۳۰-امین سالگرد تأسیس تصمیم گرفت تعدادی از نمایش‌ها را با هم ترکیب کند و تعدادی ویژه برنامه ایجاد کند. از میان برنامه‌های موجود که برای تلفیق انتخاب شده بودند تیم‌های تولید شمارش معکوس و ۸ تا از هر ۱۰ گربه موافقت کردند که قالب برنامه‌هایشان در یک برنامه جدید با هم ترکیب شوند. به این ترتیب بازی‌های شمارش معکوس با شوخی‌های به سبک ۸ تا از هر ۱۰ گربه ادغام شدند و اولین آنها در ۲ ژانویه ۲۰۱۲ پخش شد. بنابراین، ریچل رایلی و سوزی دنت همان نقشی را که در شمارش معکوس به عهده داشتند در نمایش جدید تقبل کردند و جیمی کار نیز مسئولیت اجرا را برعهده گرفت. شان لاک و جان ریچاردسون نیز به عنوان رقیب در مسابقه شرکت کردند. «جو ویلکنسون» نیز در کنار سوزی دنت نقشی به عهده گرفت.
شبکه ۴ بعد از اولین ویژه برنامه یک قسمت دیگر را نیز برای ۲۴ اوت ۲۰۱۲ سفارش داد که به عنوان بخشی از «دوهفته خنده‌دار» پخش شد. در این قسمت علاوه بر اعضای پیشین «دیوید اُتاکوتی» و مسابقه‌دهنده پیشین شمارش معکوس «کلارک کارلایل» حضور داشتند. در آوریل ۲۰۱۳ دو قسمت دیگر از این ویژه برنامه سفارش داده شدند که در این دو قسمت قالب نمایش توسعه پیدا کرد. اعضای شرکت کننده در این دو قسمت مانند قسمت‌های قبلی بودند به غیر از شان لاک که به دلیل مشکلات سلامتی با «لی مک» جایگزین شده بود. یکی از تفاوت‌های دو قسمت اخیر این بود که در هر قسمت در کنار هر کاپیتان (ریچاردسون و مک) یک شرکت‌کننده دیگر نیز قرار گرفته بود. شرکت‌کنندگان جدید «راد گیلبرت»، «راب بکت»، استیون منگن و ریچارد عثمان بودند. در این قسمت‌ها در کنار سوزی دنت «تیم کی» و «هنینگ ون» قرار گرفتند.
بعد از کسب امتیازات بالا در رتبه‌بندی‌ها توسط ویژه برنامه‌ها شبکه ۴ در تاریخ ۹ ژوئیه ۲۰۱۳ اعلام کرد که یک مجموعه ۶ قسمتی از این برنامه تلفیقی را تهیه خواهد کرد که از ژوئیه تا سپتامبر پخش شد. پس از پخش اولین مجموعه، شبکه ۴ مجموعه‌های بعدی را نیز برای سال‌های ۲۰۱۴، ۲۰۱۵، ۲۰۱۶ و ۲۰۱۷ سفارش داد.
شبکه چهار آخرین قسمتی که باحضور شان لاک ضبط شده بود را پس از مرگ وی در تاریخ ۱۱ فوریه ۲۰۲۲ پخش کرد. 

## قالب
هر قسمت با وقفه‌های تبلیغاتی تقریباً یک ساعت ادامه دارد به استثنای قسمت ویژهٔ ژانویه ۲۰۱۲ که فقط ۳۰ دقیقه طول داشت. تقریباً یک سوم ابتدایی هر قسمت به معرفی شرکت‌کنندگان اختصاص دارد و بین بازی‌ها اجراهای کمدی نمایش داده می‌شوند. به همین دلیل برخلاف شمارش معکوس که ۱۵ دور بازی دارد در ۸ تا از هر ۱۰ گربه شمارش معکوس اجرا می‌کنند تعداد دورهای بازی کمتر است. در ابتدای هر قسمت جیمی کار از شرکت‌کنندگان می‌پرسد که آیا «چیز خوش‌یمنی» را به همراه آورده‌اند یا نه. شرکت‌کنندگان در پاسخ معمولاً یک کمدی با وسایل خنده‌دار یا معمولی اجرا می‌کنند. ویژه برنامه‌های اولیه تعداد دورهای بازی متفاوتی از ۷ تا ۱۰ داشتند. در دو مجموعه کامل پس از ویژه برنامه‌ها تعداد دورهای بازی ۸ یا ۹ بوده‌است. در سه چهارم ابتدایی هر قسمت یک دور بازی با حروف و یک دور بازی با اعداد اجرا می‌شوند. در قسمت پایانی یک دور بازی با حروف، یک دور بازی با اعداد (اگر زمان باشد) و یک چیستان اجرا می‌شوند. در قسمت‌های متأخر بازی‌های دیگری نیز به مجموعه اضافه شدند که درآن شرکت‌کنندگان کارهای خنده‌داری انجام می‌دهند؛ مثلاً شرکت‌کنندگان باید چشم‌بسته وسایل داخل یک کیسه را با لمس کردن تشخیص دهند که از قبل می‌دانند هر وسیله یک نام ۹ حرفی دارد.
بازی‌های با حروف و اعداد مشابه شمارش معکوس طراحی شده‌اند. 

### بازی با حروف
مسابقه‌دهنده‌ای که نوبت اوست باید از بین دو دسته حروف مصوت (A-E-I-O-U) یا صامت به ترتیب ۹ مرتبه انتخاب کند. پس از هر مرتبه، دستیار (ریچل) یک کارت را از روی دسته انتخاب‌شده برمی‌دارد و حرف روی آن را اعلام می‌کند و سپس آن را بر روی تابلو قرار می‌دهد. تعداد مصوت‌ها باید حداقل ۳ و صامت‌ها باید حداقل ۴ باشد. مسابقه‌دهنده‌ها سپس باید در مدت ۳۰ ثانیه با حروف آشکارشده طولانی‌ترین کلمه‌ ممکن را بسازند (هر حرف روی تابلو حداکثر یک بار قابل استفاده است). تعداد حروف در هر دسته از روی فرکانس حروف در زبان انگلیسی محاسبه می‌شود؛ به طور مثال تعداد زیادی کارت با حروف N و R در دسته صامت‌ها قرار دارد ولی فقط یک کارت با حرف Q وجود دارد. مسابقه‌دهنده‌ای که کلمه طولانی‌تری را بسازد به ازای هر حرف یک امتیاز می‌گیرد، اما اگر از هر ۹ حرف استفاده کند ۱۸ امتیاز می‌گیرد. در نهایت گوشه لغتنامه طولانی‌ترین کلمه‌ی ممکن را اعلام می‌کند. 
مثال:
مسابقه‌دهنده اول ابتدا ۵ صامت انتخاب می‌کند. سپس ۳ مصوت انتخاب می‌کند. سپس ۱ صامت انتخاب می‌کند.
حاصل انتخاب‌ها به صورت زیر بر روی تابلو قرار می‌گیرد:
G Y H D N O E U R
مسابقه‌دهنده اول اعلام می‌کند که یک کلمه ۷ حرفی پیدا کرده است. مسابقه‌دهنده دوم اعلام می‌کند که یک کلمه ۸ حرفی پیدا کرده است.
مسابقه‌دهنده اول آشکار می‌کند که کلمه «younger» را پیدا کرده است. مسابقه‌دهنده دوم آشکار می‌کند که کلمه «hydrogen» را پیدا کرده است. به این ترتیب مسابقه‌دهنده دوم ۸ امتیاز می‌گیرد و مسابقه‌دهنده اول هیچ امتیازی نمی‌گیرد.
گوشه لغتنامه لغت «greyhound» را اعلام می‌کند که اگر یکی از مسابقه‌دهندگان آن را پیدا می‌کرد هجده امتیاز می‌گرفت.

### بازی با اعداد
مسابقه‌دهنده‌ای که نوبت اوست باید از بین ۲۴ کارتی که بر روی هر کدام یک عدد نوشته شده است ۶ کارت را انتخاب کند. در هنگام انتخاب اعداد روی کارت‌ها قابل مشاهده نیستند. کارت‌ها به دو دسته اعداد کوچک (۲۰ کارت شامل دو بار تکرار اعداد ۱ تا ۱۰) و اعداد بزرگ (۲۵، ۵۰، ۷۵ و ۱۰۰) تقسیم شده‌اند. مسابقه‌دهنده می‌تواند بین صفر تا چهار کارت از اعداد بزرگ را انتخاب کند. دستیار ۶ کارت به تصادف به تعداد مشخص‌شده از طرف مسابقه‌دهنده از هر دسته انتخاب می‌کند و پس از اعلام عدد روی آن، آن را روی تابلو قرار می‌دهد. سپس یک عدد سه رقمی به وسیله یک ماشین الکترونیکی انتخاب می‌شود و بر روی تابلو نمایش داده می‌شود. مسابقه‌دهندگان ۳۰ ثانیه فرصت دارند تا ۶ عدد انتخاب‌شده را با عملگر‌های جمع، تفریق، ضرب و تقسیم (حاصل غیر اعشاری) ترکیب کنند و به عدد سه رقمی هدف برسند. ضمناً لازم نیست که از تمام ۶ عدد استفاده شود ولی هر عدد روی هر کارت فقط یکبار قابل استفاده است. فقط مسابقه‌دهنده‌ای که حاصل کارش به هدف نزدیک‌تر باشد امتیاز می‌گیرد: اگر دقیقاً به هدف برسد ۱۰ امتیاز، اگر فاصله بین ۱ تا ۵ باشد ۷ امتیاز و اگر فاصله ۶ تا ۱۰ باشد ۵ امتیاز داده می‌شود. در غیر اینصورت هیچ امتیازی داده نمی‌شود. اگر هر دو مسابقه‌دهنده به یک عدد برسند امتیاز مساوی به هر دو تعلق می‌گیرد. اگر هیچ‌کدام از مسابقه‌دهندگان نتوانند به هدف برسند آنگاه دستیار (ریچل) سعی می‌کند یک روش برای رسیدن به هدف را ارائه کند. 
مثال:
مسابقه‌دهنده اول ۲ عدد بزرگ و ۴ عدد کوچک را درخواست می‌کند.
حاصل درخواست به صورت زیر است:
75 50 2 3 8 7
هدف تصادفی تولید‌شده به صورت زیر است:
812
مسابقه‌دهنده اول عدد ۸۱۳ را اعلام می‌کند و مسابقه‌دهنده دوم عدد ۸۱۵ را اعلام می‌کند.
مسابقه‌دهنده اول به هدف نزدیک‌تر است. او باید روش کار خود را توضیح دهد:
{\displaystyle {\begin{aligned}&75+50-8=117\\&117\times 7-(2\times 3)=813\end{aligned}}}
مسابقه‌دهنده اول ۷ امتیاز می‌گیرد چون یک واحد از هدف دور است.
دستیار (ریچل) اعلام می‌کند که به شیوه زیر امکان رسیدن به هدف وجود دارد:
{\displaystyle {\begin{aligned}&50+8=58\\&7\times 2\times 58=812\end{aligned}}}
اگر مسابقه‌دهنده‌ای چنین پاسخی ارائه می‌کرد ۱۰ امتیاز می‌گرفت.
در برنامه یک چیستان و تعدادی «تیزر زمان صرف چایی» هم وجود دارد. چیستان و تیزرها از به هم ریختن حروف یک کلمه ۹ حرفی به دست می‌آیند و شرکت‌کنندگان باید بتواند کلمه اصلی را حدس بزند. حروف به‌هم ریخته معمولاً طوری کنار هم قرار می‌گیرند که کلمات خنده‌دار دیگری را بسازند؛ مثلاً کلمه «ADOPTING» (به سرپرستی گرفتن) به صورت «GONADTIP» نمایش داده می‌شود. برای تیزرها یک راهنمایی هم از طرف جیمی کار ارائه می‌شود؛ مثلاً در مورد مثال فوق، راهنمایی «یکی از راه‌های تبدیل شدن به پدر یا مادر» است. تیزرها برای بینندگان ارائه می‌شوند و در امتیازدهی تأثیر ندارند. اما هر گروهی که زودتر چیستان را حل کند ۱۰ امتیاز می‌گیرد. 
در دورهای مربوط به بازی با حروف، در زمانی که شمارش معکوس شروع می‌شود و شرکت‌کنندگان باید در مدت ۳۰ ثانیه یک کلمه پیدا کنند، جیمی کار معمولاً یک یک فعالیت عجیب را به اجرا می‌گذارد. از جمله این فعالیت‌ها می‌توان به راهنمایی کردن یک سگ برای گذر از یک مجموعه مانع، چیدن کارت‌های بازی به شکل یک خانه یا نشاندن یک پرنده شکاری بر روی دست اشاره کرد. در برخی از این فعالیت‌ها ریچل یا سوزی (به ندرت) در فعالیت جیمی شرکت می‌کنند. این فعالیت‌ها در دورهای بازی با اعداد انجام نمی‌شوند.
به غیر از دو ویژه برنامه اولیه، بقیه قسمت‌ها شامل دو تیم هستند که در هر تیم دو شرکت‌کننده حضور دارند. تا سال ۲۰۲۱ کاپیتان دائمی تیم‌ها ریچاردسون و لاک بوده‌اند. در برخی از دورهای بازی تمام شرکت‌کنندگان حاصل کار خود را اعلام می‌کنند و تیمی که بهترین نتیجه را گرفته باشد امتیاز را دریافت می‌کند. در برخی دورها از هر تیم یک نفر نامزد می‌شود که بازی را انجام دهد.
معمولاً یک شخص یا گروه مشهور در «گوشه لغتنامه» در کنار سوزی حاضر می‌شود و بعد از هر دور بازی با اعداد یک شعر، آهنگ یا قطعه کمدی را ارائه می‌کند.

## قسمت‌ها
| مجموعه | قسمت‌ها   | پخش اولیه                       | میانگین بینندگان در بریتانیا (میلیون) |
| ------ | -------- | ------------------------------- | ------------------------------------- |
| اولیه  | ۲        | ۲ ژانویه تا ۲۴ اوت ۲۰۱۲         | ۲٫۴۸                                  |
| ۱      | ۲        | ۱۲ آوریل تا ۱۹ آوریل ۲۰۱۳       | ۲٫۴۴                                  |
| ۲      | (۱+)۵    | ۲۶ ژوئیه تا ۲۰ سپتامبر ۲۰۱۳     | ۲٫۴۲                                  |
| ۳      | ۶        | ۳ ژانویه تا ۲۸ فوریه ۲۰۱۴       | ۲٫۷۱                                  |
| ۴      | ۷        | ۶ ژوئن تا ۱۸ ژوئیه ۲۰۱۴         | ۲٫۰۳                                  |
| ۵      | ۳        | ۵ سپتامبر تا ۱۹ سپتامبر ۲۰۱۴    | ۲٫۳۹                                  |
| ۶      | (۱+)۶    | ۲۹ دسامبر ۲۰۱۴ تا ۱۳ فوریه ۲۰۱۵ | ۲٫۴۳                                  |
| ۷      | ۱۷       | ۸ مه تا ۴ سپتامبر ۲۰۱۵          | ۱٫۹۵                                  |
| ۸      | (۱+)۴    | ۸ دسامبر ۲۰۱۵ تا ۵ فوریه ۲۰۱۶   | ۲٫۰۴                                  |
| ۹      | ۵        | ۲۵ فوریه تا ۳۱ مارس ۲۰۱۶        | ۱٫۹۰                                  |
| ۱۰     | ۵        | ۵ اوت تا ۲ سپتامبر ۲۰۱۶         | ۱٫۷۳                                  |
| ۱۱     | ۷        | ۲۴ سپتامبر تا ۵ نوامبر ۲۰۱۶     | ۱٫۵۱                                  |
| ۱۲     | (۲+)۸    | ۲۴ دسامبر ۲۰۱۶ تا ۱ مه ۲۰۱۷     | ۱٫۶۸                                  |
| ۱۳     | (۱+)۳    | ۸ ژوئن تا ۶ ژوئیه ۲۰۱۷          | ۱٫۱۷                                  |
| ۱۴     | ۵        | ۱۸ اوت تا ۲۲ سپتامبر ۲۰۱۷       | ۱٫۵۴                                  |
| ۱۵     | (۱+)۴    | ۲۹ دسامبر ۲۰۱۷ تا ۹ فوریه ۲۰۱۸  | ۲٫۰۶                                  |
| ۱۶     | ۸        | ۱۳ ژوئیه تا ۳۱ اوت ۲۰۱۸         | ۱٫۵۱                                  |
| ۱۷     | (۱+)۶    | ۲۳ دسامبر ۲۰۱۸ تا ۱۵ فوریه ۲۰۱۹ | ۱٫۷۶                                  |
| ۱۸     | (۱+)۷    | ۲۶ ژوئیه تا ۲۳ دسامبر ۲۰۱۹      | ۱٫۶۷                                  |
| ۱۹     | ۶        | ۹ ژانویه تا ۱۴ فوریه ۲۰۲۰       | ۱٫۳۶                                  |
| ۲۰     | (۲+)۳    | ۳۱ ژوئیه تا ۲۸ اوت ۲۰۲۰         | ۱٫۳۷                                  |
| ۲۱     | ۶        | ۱۴ ژانویه تا ۱۸ فوریه ۲۰۲۱      | ۱٫۷۳                                  |
| ۲۲     | (۱+)۶    | ۲۴ دسامبر ۲۰۲۱ تا ۱۱ فوریه ۲۰۲۲ | ۱٫۵۵                                  |
| ۲۳     | ۶        | ۲۹ ژوئیه تا ۲ سپتامبر ۲۰۲۲      | ۱٫۰۵                                  |
| ۲۴     | (۲+ ۱+)۲ | ۲۳ دسامبر ۲۰۲۲ تا ۱۱ اوت ۲۰۲۳   | مشخص نشد                              |
| ۲۵     | (۱+)۵    | ۲۱ دسامبر ۲۰۲۳ تا ۹ فوریه ۲۰۲۴  | ۱٫۰۲                                  |
| ۲۶     | ۵        | ۱۹ ژوئیه ۲۰۲۴ تا ۱۶ اوت ۲۰۲۴    | ۰٫۷۵                                  |

## پخش بین‌المللی
از ۷ اوت ۲۰۱۸ این مجموعه از قسمت اول از طریق کانال‌های  SBS Viceland و SBS در استرالیا پخش شد. از ۲۳ اکتبر ۲۰۱۸ این مجموعه از طریق کانال تلویزیونی پولی BBC UKTV نیز پخش شد. این مجموعه در نیوزلند نیز بسیار محبوب است و شبکه تلویزیونی TVNZ آن را از طریق کانال‌های رایگان TVNZ 2 و TVNZ Duke پخش می‌کند. شبکه تلویزیونی Sky (New Zealand) نیز آن را از طریق کانال پولی BBC UKTV پخش می‌کند. 

## بازخورد

### جوایز
جوایز کمدی بریتانیا در سال ۲۰۱۴ این نمایش را در دو بخش نامزد کرد: (۱) 
Best Comedy Panel Programme و (۲) Best Comedy Moment of 2014. همچنین شان لاک در بخش Best Male Television Comic و جو ویلکنسون در بخش Best Comedy Breakthrough Artist نامزد شدند.